# Jan Bonekamp

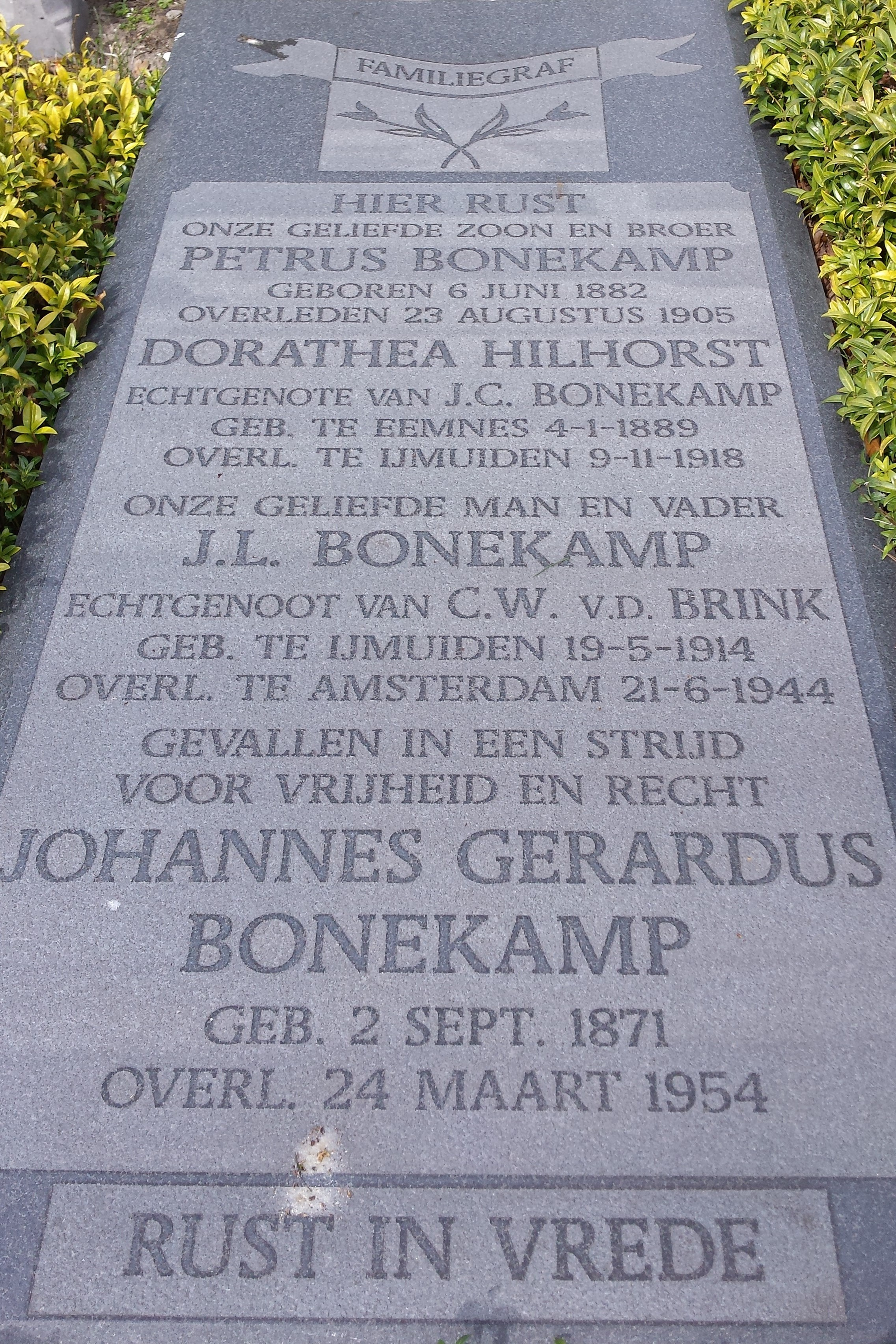
Graf van Jan Bonekamp op de Westerbegraafplaats in IJmuiden

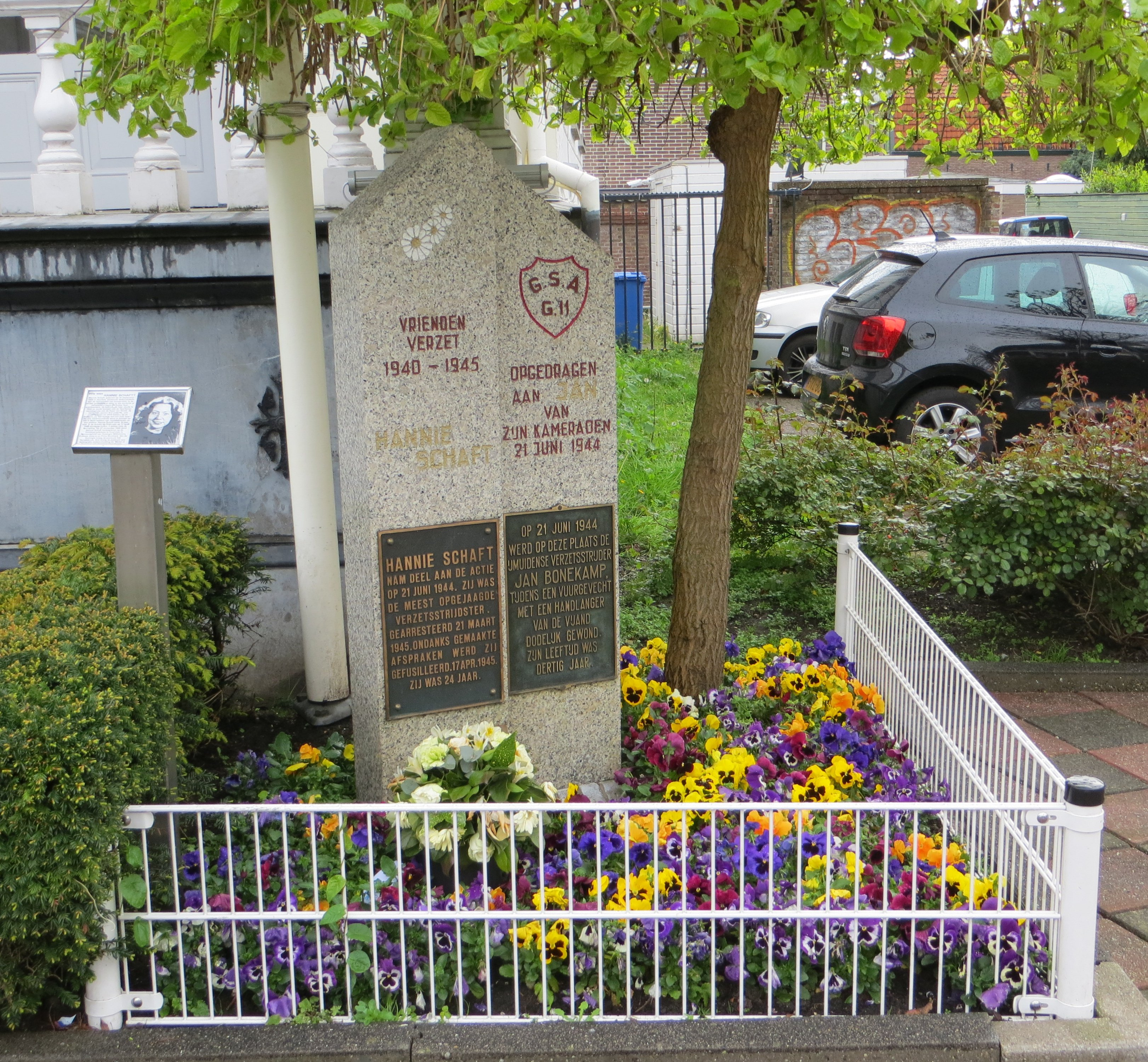
De gedenksteen markeert de plek van het vuurgevecht met Ragut

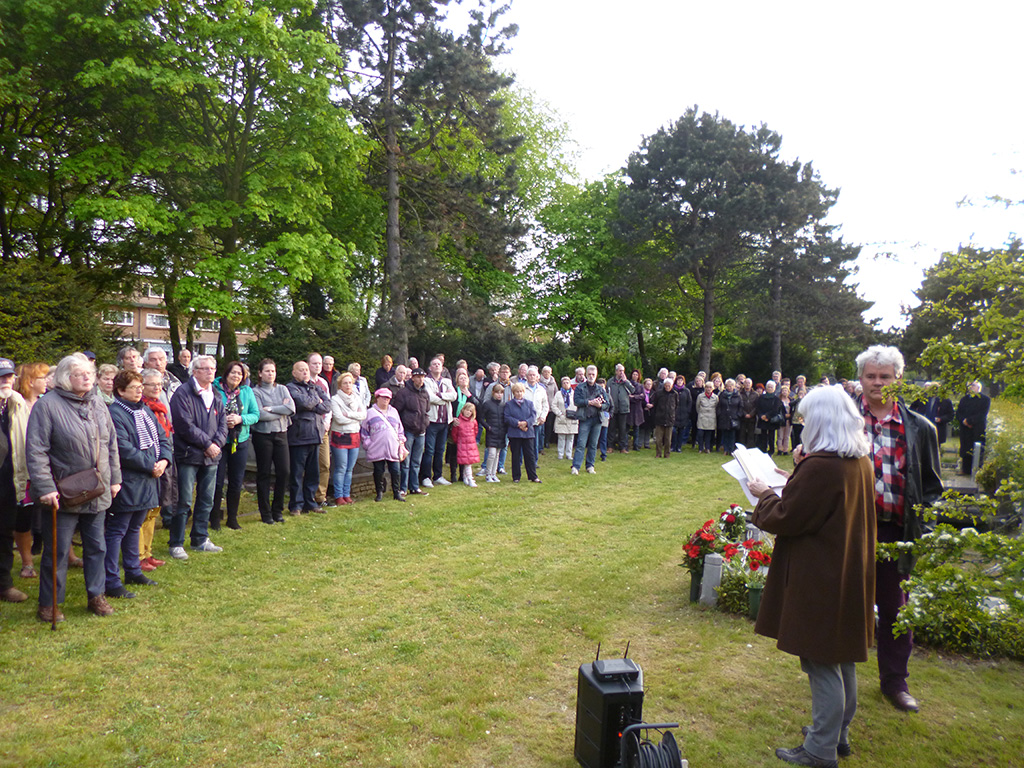
Herdenking van Jan Bonekamp in 2014

Johannes Lambertus (Jan) Bonekamp (IJmuiden, 19 mei 1914 - Amsterdam, 21 juni 1944) was een Nederlands communist en verzetsman tijdens de Tweede Wereldoorlog. Bonekamp riep in 1943 zijn collega's bij de Hoogovens op om te staken. Hij wordt jaarlijks op 4 mei herdacht met een openbare bijeenkomst aan zijn graf op de Westerbegraafplaats in IJmuiden. Hij pleegde samen met Hannie Schaft, die hij had leren schieten, op 21 juni 1944 een succesvolle aanslag op de Zaanse politiechef Willem Ragut. De actie kostte echter ook Bonekamp het leven.

## Voor de oorlog
Bij het uitbreken van de oorlog was Bonekamp werkzaam als chauffeur bij Hoogovens IJmuiden en lid van de Centrale Bond van Transportarbeiders. Hij was ook kaderlid van de Communistische Partij van Nederland. Bonekamp trouwde op 15 september 1938 met Catherina Wilhelmina v.d. Brink. Het gezin woonde in IJmuiden. Op 30 april 1940 wordt een dochter geboren.

## April-mei staking 1943
In april-mei 1943 braken stakingen uit tegen een oproep voor Nederlandse militairen om in krijgsgevangenschap te gaan, en uit algemene onvrede met de Duitse bezetting. Ook bij de papierfabriek Van Gelder en bij de Hoogovens in Velsen wordt gestaakt. Jan Bonekamp speelde een rol in de staking bij Hoogovens door het verspreiden van illegale kranten en stakingsoproepen. Na de staking werd Jan Bonekamp samen met anderen opgepakt en verhoord. Omdat de Duitsers dachten de verkeerde Bonekamp in bewaring te hebben, werd hij vrijgelaten. Hij is toen terug naar huis gelopen en heeft zich onder de vloer verstopt toen de Duitsers hem alsnog kwamen halen. Daarna is hij enige tijd ondergedoken geweest in Brabant, en heeft zich daarna aan het gewapend verzet gewijd.

## Aanslag op Ragut
Een fanatieke handlanger van de Duitsers in de Zaanstreek was politiecommandant Willem Ragut. Hij was in de herfst van 1943 benoemd tot hoofd van de politie in Zaandam en werd gehaat door de verzetsmensen. Hij maakte onder andere jacht op zeven illegalen die bij een bevrijdingsactie op 29 juli 1944 waren ontsnapt uit de marechausseekazerne te Wormerveer. Dat was de reden dat de Raad van Verzet (RVV) het besluit nam om hem te liquideren. De opdracht hiertoe werd aan hem en Hannie Schaft gegeven.
Kleine Jan, zoals Bonekamp wordt genoemd, bereidde de aanslag zorgvuldig voor. Ragut had vaak twee pistolen op zak, dus er moest voorzichtig gehandeld worden. Tijd en plaats kwamen na nauwkeurig speurwerk vast te staan.
Op 21 juni 1944 vertrokken Schaft en Bonekamp vroeg van het huis van Jan en Trijntje Bult in Limmen. Aan de Zaandamse Westzijde, vlak voor de Kamer van Koophandel, wachtten ze Ragut op. Schaft schoot als eerste en fietste snel weg. Ragut viel van zijn fiets en lag op straat. Er vloog net een formatie bommenwerpers over zodat de meeste mensen dachten dat Ragut door de bommenwerpers was geraakt. Jan kwam dichterbij om het genadeschot te geven, maar Ragut schoot op hetzelfde moment. Hij wist met zijn revolver Jan Bonekamp in de buik te treffen. Bonekamp schoot vervolgens zijn wapen op Ragut leeg.
Hannie Schaft ontkwam en wist via Assendelft haar onderduikadres in Limmen te bereiken. Ragut stierf ter plaatse. Bonekamp strompelde bloedend weg van de aanslagplek en belde aan bij het huis van twee oude dames. Een vrouw riep een politieagent die Bonekamps revolver wegmoffelde. Hij werd vervolgens naar de eerste-hulppost op het politiebureau gebracht. Een collaborerende politieman waarschuwde de Sicherheitsdienst. Bonekamp werd gearresteerd en overgebracht naar het Wilhelmina Gasthuis in Amsterdam. Hannie Schaft en Truus Oversteegen hebben gezien hoe de zwaar bewaakte Bonekamp daar op een brancard naar binnen werd gedragen.

## Ondervraging
De Duitsers gaven de verzetsman een injectie met een stof die hem loslippig moest maken. Uiteindelijk noemde hij het adres van zijn vrouw in IJmuiden en waarschijnlijk ook dat van Cor Koelman, een RVV’er die vaak samen met Schaft werkte. Onduidelijk is er wat er vlak voor zijn dood gebeurde. Volgens Ton Kors boog Emil Rühl zich, toen de Duitsers niets meer loskregen, over hem heen en zei dat hij een vriend was. "Kan ik nog wat voor je doen?" zou hij gevraagd hebben. Bonekamp noemde vervolgens de naam van Hannie Schaft en haar adres in de Van Dortstraat. Volgens het boek van Truus Oversteegen zou een zogenaamde verzetsverpleegster Bonekamp hebben toegefluisterd dat, als er nog wat te waarschuwen viel, zij dat wel wilde doen. Hij zou toen Schafts adres genoemd hebben. Bonekamp overleed niet veel later aan zijn verwondingen. De ploeg die onder leiding van Jan Brasser klaar stond om hem uit het ziekenhuis te halen hoefde niet meer in actie te komen. De Sicherheitspolizei, onder wie Rühl, deed een week later een inval in de Van Dortstraat.

## Na de oorlog

### Eerbetoon
Een week na de bevrijding, op zaterdag 12 mei 1945, werd in de tuin van de Kamer van Koophandel een monument voor Bonekamp onthuld. In Zaandam bestaat een Jan Bonekampstraat, in IJmuiden een Bonekampstraat. In 1980 is er door oud-verzetsstrijders een gedenksteen onthuld, opgedragen aan Jan Bonekamp en Hannie Schaft, op de plek van het vuurgevecht waarbij hij dodelijk verwond werd. De naam van Jan Bonekamp staat ook geschreven op het Hoogovenmonument voor de omgekomen burgerslachtoffers bij de staalfabriek in IJmuiden.

### Begrafenis
Het graf van Bonekamp bevindt zich op de Westerbegraafplaats, aan de Havenkade/Fultonstraat in IJmuiden. Begin jaren 1980 voerden enkele oud-verzetsstrijders actie om de urn met de gecremeerde resten van Jan Bonekamp een plaatsje te geven op de Eerebegraafplaats Bloemendaal. Hieronder bevond zich onder meer Brasser, de man die Bonekamp opdracht gaf om Ragut te vermoorden. Ook de verzetsvrouwen Truus en Freddie Oversteegen steunden het verzoek. De nabestaanden van Bonekamp stemden ermee in. Het verzoek werd afgewezen. Het bestuur van de Stichting de Eerebegraafplaats te Bloemendaal had al voor 1960 besloten om de begraafplaats gesloten te verklaren. Een besluit in 1975 had dit nog eens bevestigd.

### Herdenking
In 2004 werd het graf van Bonekamp op de Westerbegraafplaats herontdekt. De schrijfster Conny Braam had over Bonekamp geschreven in haar roman 'Het schandaal'. Op initiatief van Braam werd door de familie een nieuwe grafsteen onthuld op het familiegraf. Sindsdien organiseert het 'Jan Bonekamp herdenkingscomité' ieder jaar op 4 mei een herdenking aan het graf. Tot de vaste aanwezigen behoorde de oud-verzetsstrijdster Freddie Oversteegen.